# 吉岡心
吉岡 心（よしおか こころ、2005年7月17日 - ）は、日本の女子サッカー選手。マイナビ仙台レディース所属。ポジションはディフェンダー。JFAアカデミー福島13期生。

## 経歴

### ユース
京都府出身。8才の時に兄のサッカーを見に行って楽しそうと思い、サッカーを始めた。
京都城陽サッカークラブでプレーをした後に2018年度JFAアカデミー福島女子セレクションに合格し、入校。それと同時に福島県立ふたば未来学園中学校（三島長陵校舎）に進学。

### シニア
2023年10月、翌年2月からのマイナビ仙台レディース入団が決定。入団前より特別指定選手として同年のWEリーグ開幕戦のちふれASエルフェン埼玉戦にて同リーグデビューを果たした。

### 代表
2022年、FIFA U-17女子ワールドカップ インド大会に出場するU-17日本女子代表に選出された。本大会では4試合中3試合でスタメン出場。
2024年にはU-20日本女子代表としてAFC U20女子アジアカップ2024に招集された。

## 個人成績

### クラブ
| 国内大会個人成績 | 国内大会個人成績       | 国内大会個人成績 | 国内大会個人成績 | 国内大会個人成績 | 国内大会個人成績 | 国内大会個人成績 | 国内大会個人成績 | 国内大会個人成績 | 国内大会個人成績 | 国内大会個人成績 | 国内大会個人成績 |
| 年度             | クラブ                 | 背番号           | リーグ           | リーグ戦         | リーグ戦         | リーグ杯         | リーグ杯         | オープン杯       | オープン杯       | 期間通算         | 期間通算         |
| 年度             | クラブ                 | 背番号           | リーグ           | 出場             | 得点             | 出場             | 得点             | 出場             | 得点             | 出場             | 得点             |
| 日本             | 日本                   | 日本             | 日本             | リーグ戦         | リーグ戦         | リーグ杯         | リーグ杯         | 皇后杯           | 皇后杯           | 期間通算         | 期間通算         |
| ---------------- | ---------------------- | ---------------- | ---------------- | ---------------- | ---------------- | ---------------- | ---------------- | ---------------- | ---------------- | ---------------- | ---------------- |
| 2020             | JFAアカデミー福島      | 23               | チャレンジ       | 2                | 0                | -                | -                | 0                | 0                | 2                | 0                |
| 2021             | JFAアカデミー福島      | 15               | なでしこ2部      | 9                | 0                | -                | -                | 2                | 0                | 11               | 0                |
| 2022             | JFAアカデミー福島      | 5                | なでしこ2部      | 3                | 0                | -                | -                | 0                | 0                | 3                | 0                |
| 2023             | JFAアカデミー福島      | 5                | なでしこ2部      | 16               | 0                | -                | -                | 0                | 0                | 16               | 0                |
| 2023-24          | マイナビ仙台レディース | 22               | WE               | 9                | 0                | -                | -                | -                | -                | 9                | 0                |
| 2024-25          | マイナビ仙台レディース | 22               | WE               |                  |                  | 3                | 0                | 0                | 0                | 3                | 0                |
| 通算             | 日本                   | 日本             | 1部              | 9                | 0                | 3                | 0                | 0                | 0                | 12               | 0                |
| 通算             | 日本                   | 日本             | 3部              | 30               | 0                | -                | -                | 2                | 0                | 32               | 0                |
| 総通算           | 総通算                 | 総通算           | 総通算           | 39               | 0                | 3                | 0                | 2                | 0                | 44               | 0                |

1. ↑  リーグ戦第7節まで特別指定選手[7]。

- 日本女子サッカーリーグ
  - 初出場 - 2020年10月11日 チャレンジリーグ EAST 第5節 静岡SSUアスレジーナ戦 (愛鷹広域公園多目的競技場)[8]

- WEリーグ
  - 初出場 - 2023年11月11日 第1節 ちふれASエルフェン埼玉戦 (熊谷スポーツ文化公園陸上競技場)[9]

### 代表

#### 主な出場大会
- U-17日本女子代表
  - 2022年 - FIFA U-17女子ワールドカップ

- U-20日本女子代表
  - 2024年 - AFC U20女子アジアカップ